# Unteralpreuss
Die Unteralpreuss ist ein rund 13 Kilometer langer rechter Nebenfluss der Reuss im Schweizer Kanton Uri.

## Geographie

### Verlauf
Die Unteralpreuss entspringt am Sellapass zwischen Pizzo Prevat und Giübin an der Grenze zum Kanton Tessin, durchfliesst das Unteralptal und mündet westlich von Andermatt in die Reuss. Ihr grösster Zufluss ist die Oberalpreuss, die am Oberalppass entspringt. Unterhalb der Vermigelhütte wird Wasser durch einen Stollen in den Ritomsee abgeleitet.
Via den Lolenpass kommen Bergwanderer von der Unteralp zur Maighelshütte und ins Val Maighels, Kanton Graubünden.

### Einzugsgebiet
Das 52,67 km² grosse Einzugsgebiet der Unteralpreuss liegt im Urseren und wird durch sie über die Reuss, die Aare und den Rhein zur Nordsee entwässert.
Es besteht zu 4,4 % aus bestockter Fläche, zu 40,2 % aus Landwirtschaftsfläche, zu 0,7 % aus Siedlungsfläche und zu 54,7 % aus unproduktiven Flächen.
Die Flächenverteilung
Die mittlere Höhe des Einzugsgebietes beträgt 2274,7 m ü. M., die minimale Höhe liegt bei 1429 m ü. M. und die maximale Höhe bei 2957 m ü. M.

## Hydrologie
Bei der Mündung der Unteralpreuss in die Reuss beträgt ihre modellierte mittlere Abflussmenge (MQ) 2,53 m³/s. Ihr Abflussregimetyp ist nivo glaciaire, und ihre Abflussvariabilität beträgt 17.